# Mulinia lateralis
Mulinia lateralis là tên của một loài động vật thân mềm hai mảnh vỏ thuộc họ Mactridae. Chúng thường xuất hiện ở vùng biển phía tây Đại Tây Dương và biển Caribbean.

## Mô tả
Vỏ của nó hơi phồng và khá giống hình tam giác. Mảnh vỏ thì mỏng nhưng không giòn. Kích thước của nó khi trưởng thành là 1.5 cm. Đầu vỏ phía trước thì tròn nhưng đầu vỏ phía sau lại nhọn. Mặt trước của vỏ thì có màu trắng hoặc vàng nhạt và hơi bóng. Bên cạnh đó cũng có những đường vân đồng tâm khá rõ ràng. Mặt trong của võ thì có màu xà cừ óng ánh.

## Phân bố và môi trường sống
Người ta phát hiện loài trai này ở vùng biển phía đông của Bắc Mỹ từ New Jersey đến Mexico. Chúng thường lẩn trốn dưới cát hoặc bùn ở vùng gần với khu vực thủy triều lên xuống. Nó cũng có thể chịu được độ mặn thấp nên người ta thường thấy chúng ở cửa sông hoặc phá. Đôi khi chúng tụ tập lại rất đông với mật độ 21.000 cá thể trên một mét vuông.

## Sinh vật học
Loài này là loài ăn lọc. Thức ăn chủ yếu của nó là các loài vi khuẩn và những loài sinh vật phù du. Tương tự như đồng loại, nó đưa siphon của nó lên bề mặt đáy biển rồi hút nước và nhả nước ra. Khi đó, nó sẽ lọc được thức ăn.
Con cái của loài này sẽ đẻ đến hai triệu trứng trong một lần và sự thụ tinh sẽ diễn ra trong môi trường nước. Ấu trùng của nó là động vật phù du, sau từ 1 đến 3 tuần thì nó sẽ biến thái hoàn toàn để trở thành con non. Con non phát triển rất nhanh và có thể sinh sản trong vòng hai tháng.

## Sinh thái học
Có nhiều loài ăn Mulinia lateralis, đó là: dẽ cổ xám, mòng biển cười và các loài cua. Loài sao biển Luidia clathrata rất thích ăn nó và loài ốc Busycon carica cũng là kẻ thù lớn ăn của loài trai này.